# Деде Камара
Деде Камара (22 липня 1991) — гвінейська плавчиня.
Учасниця Олімпійських Ігор 2012 року, де в попередніх запливах на дистанції 100 метрів брасом посіла 46-те місце і не вийшла до півфіналів.